# بنزويلات اليوريا

تركيب الديفلوربنزورون الكيميائي للديفلوبنزورون، وهو مبيد حشري شائع الاستخدام من عائلة بينزويلات اليوريا

بنزويلات اليوريا، مشتقات كيميائية من ن-بنزويل-ن′-فينيل-يوريا تشتهر باستخدامها مبيدات حشرية، حيث تعمل بصيغة منظّم لنمو الحشرات [الإنجليزية]منظمات لنمو الحشرات عن طريق تثبيط تخليق الكايتين في جسم الحشرة.
واحد من أكثر مبيدات بنزويلات اليوريا شيوعًا هو الديفلوربينزورون، وتشمل المجموعة أنواعاً أخرى منها االكلورفلوازورون، والفلوفينوكسورون، والهيكسافلومورون، والتريفلومورون، اللوفينورون، وهو المكوّن الفعال في دواء مكافحة البراغيث لدى الكلاب والقطط الأليفة.
واحد من المركبات من هذه المجموعة التي يحقق في كونها عوامل محتملة مضادة للسرطان هو المركب

## السمية البيئية
عند استخدام هذه المواد بطريقة ناشرة مثل خلال التبخير أو الرش، يكون لها تأثير ضد مجموعة واسعة من أنواع الحشرات التي قد يكون بعضها مفيدًا للأنشطة البشرية، ومنها ملقحات المحاصيل مثل النحل. بالإضافة إلى ذلك، وكما هو الحال مع الكثير من المبيدات الحشرية، قد يؤدي رش هذه المواد كذلك إلى قتل حيوانات تعتاش على هذه الحشرات أو تنظم تكاثرها، وهذا يعني المخاطرة بإمكانية حصول تأثير مرتد أو عودة ظهور الآفات، حيث تعود الآفات المستهدفة أصلا بقوة مساوية أو حتى أكبر.
حُظر الفلوفينوكسورون في الاتحاد الأوروبي في عام 2011  لقدرته العالية على التراكم الحيوي في السلسلة الغذائية ومخاطره على الكائنات المائية. وقد كان الفلوفينوكسورون يسوّق في العادة بميزة أنه يتمتع «بقدرة عالية على التحمل» في البيئة، حيث تشير ورقة بيانات المنتج إلى أنه لا يتحلل بيولوجيًا بسهولة.

## لقراءة متعمقة (بالإنكليزية)
- Lewis, W.H. and M.P.F. Elvin-Lewis. (2003). Medical Botany. Hoboken: Wiley. pg. 590